# Royal League
Royal League ("Kungliga ligan") var en i november 2004 igångsparkad skandinavisk internationell fotbollstävling för herrar med de fyra bästa lagen från Sveriges, Norges och Danmarks högsta divisioner, det vill säga Allsvenskan, Tippeligaen och Superligaen.
Den 11 december 2007 beslutades det att det inte blir något Royal League säsongen 2007/2008 då inget tv-avtal kunnat skrivas. Den 10 oktober 2008 meddelades att säsongen 2008/2009 också ställs in, med samma orsak.
Diskussioner började sedan föras om att 2010 starta en ny turnering, vid namn Royal Cup.

## Fotboll mitt i vintern
Royal League spelade under perioden november-mars, finaler har dock även spelats i maj respektive april de två första säsongerna. Turneringen pågick alltså under de nationella seriernas vinteruppehåll. Turneringen började då vår-höst-spelande Norge och Sverige avslutat sina serier, medan höst-vår-spelande Danmark skickat de bäst placerade från den i juni avslutade säsongen i Danmark. Fastän Norge och Sverige hade fördelen att kunna skicka "pigga och fräscha" topplag, dominerade Danmark turneringen. Royal League kritiserades för att nästan alla matcherna (förutom de sista) spelades då det var vinter i Norden.

## Tävlingsformat

### 2004/2005
Premiärsäsongen av Royal League inleddes med gruppspel. De 12 kvalificerade lagen delades in i tre grupper med fyra lag i varje. Varje grupp innehöll ligaettan och ligatvåan från ett land (till exempel: Sverige), samt trean i ett annat land (till exempel: Norge) och fyran i ett tredje land (till exempel: Danmark). Alla lag mötte varandra hemma och borta. De tre första omgångarna spelades i november och december 2004. Från februari 2005 fortsatte Royal League efter nyårsuppehållet. Därefter gick de två bästa lagen från varje grupp vidare i turneringen. Av de 12 deltagande lagen återstod endast sex lag. Dessa sex lag delades in i två grupper för ytterligare gruppspel. Gruppvinnarna möttes därefter i en enda avgörande finalmatch på Nya Ullevi i Göteborg.

### 2005/2006
Den andra säsongen av Royal League inleddes likadant som i den första säsongen. Skillnaden denna säsong var att det andra gruppspelet ersattes av en Champions League-liknande utslagningscup med dubbelmöten. Först blev det kvartsfinal, därefter semifinal och sist blev det en enda avgörande finalmatch. Denna final avgjordes på Parken i Köpenhamn.

### 2006/2007
Den tredje säsongen kom ytterligare nyheter in i formatet. Tidigare spelades halva gruppspelet före nyår. Denna säsong spelades samtliga gruppspelsmatcher före jul. Alla sex omgångar av gruppspelet spelades mellan 11 november och 10 december 2006. Eftersom FC Köpenhamn och Odense BK spelade i Europacuperna flyttades dock några av deras gruppspelsmatcher till februari 2007. Modellen med kvarts- och semifinal blev kvar, men med skillnad att dessa avgjordes med en enda match. Kvartsfinalerna spelades 1 och 4 mars 2007. Semifinalerna avgjordes en vecka senare. Finalen spelades den 15 mars 2007.

### 2007/2008
Säsongen 2007/2008 kantades av problem. Hela våren försökte man få till ett tv-avtal, vilket var nödvändigt för att turneringen skulle kunna genomföras. Den 22 oktober 2007 beslutade föreningen Norsk Toppfotball att de norska lagen hoppar av turneringen då de inte skulle hinna förbereda sig för turneringen när tv-avtalet fortfarande inte var klart.  Några dagar senare gav de dock turneringen en ny chans då ett avtal var nära. Dock skulle turneringen börja spelas först i februari.
I december beslutades dock att det inte blir något Royal League denna säsong. 

## Deltagande lag
Siffrorna inom parentes är varje lags placering i det nationella ligaspelet. Ligaplaceringarna avgör hur gruppspelen sätts samman.

### 2004/2005
- Danmark: FC Köpenhamn (1), Bröndby (2), Esbjerg (3), Odense (4)
- Norge: Rosenborg (1), Vålerengen (2), Brann (3), Tromsø (4)
- Sverige: Malmö FF (1), Halmstads BK (2), IFK Göteborg (3), Djurgårdens IF (4)

### 2005/2006
- Danmark: Bröndby (1), FC Köpenhamn (2), FC Midtjylland (3), Ålborg (4)
- Norge: Vålerengen (1), Start (2), Lyn (3), Lilleström (4)
- Sverige: Djurgårdens IF (1), IFK Göteborg (2), Kalmar FF (3), Hammarby IF (4)

### 2006/2007
- Danmark: FC Köpenhamn (1), Brøndby IF (2), Odense BK (3), Viborg (4)
- Norge: Rosenborg (1), Brann (2), Vålerenga (3), Lilleström (4)
- Sverige: IF Elfsborg (1), AIK (2), Hammarby (3), Helsingborgs IF (4)

### 2007/2008
Följande lag hade deltagit, om inte säsongen ställts in:
- Danmark: FC Köpenhamn (1), FC Midtjylland (2), Odense BK (3), Ålborg BK (4).
- Norge: Brann (1), Stabaek (2), Viking (3), Lilleström (4).
- Sverige: IFK Göteborg (1), Kalmar FF (2), Djurgårdens IF (3), IF Elfsborg (4).

### 2008/2009
Kvalificerade:
- Danmark: Ålborg BK (1), FC Midtjylland (2), FC Köpenhamn (3), Odense BK (4).
- Norge: Stabæk IF (1), Fredrikstad FK (2), Tromsø IL (3), FK Bodø/Glimt (4).
- Sverige: Kalmar FF (1), IF Elfsborg (2), IFK Göteborg (3), Helsingborgs IF (4).

## Maratontabeller

### Flest säsonger i Royal League (t.o.m. säsongen 06/07)
Siffrorna inom parentes är antalet säsonger i Royal League.
- Danmark (7 lag): FC Köpenhamn (3), Bröndby (3), Odense (2), Esbjerg (1), FC Midtjylland (1), Ålborg (1), Viborg (1).
- Norge (7 lag): Vålerengen (3), Rosenborg (2), Brann (2), Lilleström (2), Tromsø (1), Start (1), Lyn (1).
- Sverige (9 lag): IFK Göteborg (2), Djurgårdens IF (2), Hammarby IF (2), Malmö FF (1), Halmstads BK (1), Kalmar FF (1), IF Elfsborg (1), AIK (1), Helsingborgs IF (1).

Royal Leagues maratontabell

## Finaler
|             | 26 maj 2005 | IFK Göteborg | 0000 1 – 1 (e.fl.)           | FC Köpenhamn | Nya Ullevi                                          |                                                     |
| 20:35 UTC+2 | 20:35 UTC+2 | George Mourad 31′ | (1 – 1)                      | 18′ Hjalte Nørregaard | Göteborg Publik: 10 216 Domare: Terje Hauge (Norge) | Göteborg Publik: 10 216 Domare: Terje Hauge (Norge) |
| 20:35 UTC+2 | 20:35 UTC+2 | |                              | | Göteborg Publik: 10 216 Domare: Terje Hauge (Norge) | Göteborg Publik: 10 216 Domare: Terje Hauge (Norge) |
| 20:35 UTC+2 | 20:35 UTC+2 | Magnus Johansson George Mourad Niclas Alexandersson Peter Ijeh Stefan Selakovic Oscar Wendt Adam Johansson Hjálmar Jónsson Sebastian Johansson Bengt Andersson Fredrik Risp Magnus Johansson George Mourad | Straffsparksläggning 10 – 11 | Hjalte Nørregaard Peter Christiansen Magne Hoseth Lars Jacobsen Bo Svensson Dan Thomassen Jesper Bech Sibusiso Zuma Tobias Linderoth Peter Møller Benny Gall Magne Hoseth Hjalte Nørregaard | Göteborg Publik: 10 216 Domare: Terje Hauge (Norge) | Göteborg Publik: 10 216 Domare: Terje Hauge (Norge) |

|             | 6 april 2006 | FC Köpenhamn      | 1 – 0           | Lillestrøm SK | Parken                                                      |                                                             |
| 20:35 UTC+2 | 20:35 UTC+2  | Razak Pimpong 90′ | (0 – 0) Rapport |               | Köpenhamn Publik: 13 617 Domare: Peter Fröjdfeldt (Sverige) | Köpenhamn Publik: 13 617 Domare: Peter Fröjdfeldt (Sverige) |
| 20:35 UTC+2 | 20:35 UTC+2  |                   |                 |               | Köpenhamn Publik: 13 617 Domare: Peter Fröjdfeldt (Sverige) | Köpenhamn Publik: 13 617 Domare: Peter Fröjdfeldt (Sverige) |
| 20:35 UTC+2 | 20:35 UTC+2  |                   |                 |               | Köpenhamn Publik: 13 617 Domare: Peter Fröjdfeldt (Sverige) | Köpenhamn Publik: 13 617 Domare: Peter Fröjdfeldt (Sverige) |

|             | 15 mars 2007 | Brøndby IF                 | 1 – 0           | FC Köpenhamn | Brøndby Stadion                                           |                                                           |
| 19:00 UTC+1 | 19:00 UTC+1  | Martin Ericsson 38′ (str.) | (1 – 0) Rapport |              | Brøndby Publik: 17 914 Domare: Tom Henning Øvrebø (Norge) | Brøndby Publik: 17 914 Domare: Tom Henning Øvrebø (Norge) |
| 19:00 UTC+1 | 19:00 UTC+1  |                            |                 |              | Brøndby Publik: 17 914 Domare: Tom Henning Øvrebø (Norge) | Brøndby Publik: 17 914 Domare: Tom Henning Øvrebø (Norge) |
| 19:00 UTC+1 | 19:00 UTC+1  |                            |                 |              | Brøndby Publik: 17 914 Domare: Tom Henning Øvrebø (Norge) | Brøndby Publik: 17 914 Domare: Tom Henning Øvrebø (Norge) |